# Gustavo Gorriti
Gustavo Andrés Gorriti Ellenbogen (San Isidro, 4 de febrero de 1948) es un periodista, columnista y escritor peruano, conocido por sus reportajes sobre grupos subversivos, corrupción gubernamental y narcotráfico.
Inició su carrera periodística en 1982 cuando investigó el caso Langberg y sus nexos con el APRA. Posteriormente, cubrió la época del terrorismo entre 1985 y 1992, año en que devela conexiones del narcotráfico con el gobierno de Alberto Fujimori a través de Vladimiro Montesinos, jefe del Servicio Nacional de Inteligencia, y poco después, fue detenido por esta organización durante el autogolpe de 1992 y liberado debido a la presión internacional. Ese mismo año se trasladó a Estados Unidos y en 1996 pasó a vivir en Panamá, donde, trabajando para el diario La Prensa, informó que el presidente Ernesto Pérez Balladares fue financiado por un narcotraficante del cártel de Cali. Protegido por el gobierno norteamericano, continuó investigando casos de corrupción en el país centroamericano hasta que, en 2000, fue destituido del directorio de La Prensa y abandonó el país debido a presiones del sindicato de periodistas influenciado por el gobierno.
En el año 2005 retornó al Perú y fue nombrado presidente del Instituto de Prensa y Sociedad, también asumió las direcciones de diversos programas periodísticos en Latina Televisión y en el diario La República. Para 2009, fundó la unidad de periodismo de investigación IDL-Reporteros, que continúa dirigiendo en la actualidad; dicha organización investigó y develó el Caso Odebrecht en Perú, con implicación de altos funcionarios, dueños de empresas constructoras y expresidentes, tales como Alejandro Toledo, Ollanta Humala y Alan García.
Desde 2023, medios internacionales afirman que el periodista es objetivo de una campaña de desprestigio por miembros de los partidos políticos implicados en las investigaciones de IDL Reporteros. así como de medios afines a dichos grupos políticos, como el diario Expreso y el canal Willax.
Entre sus premios, destacan: el Premio Rey de España, por su labor como director en La Prensa de Panamá; en 1998, ganó el Premio Internacional de Libertad de Prensa del Comité para la Protección de los Periodistas, por «su defensa de la libertad de prensa»; y en 2010, recibió el Premio Nuevo Periodismo de la Fundación Nuevo Periodismo Iberoamericano por su labor en IDL-Reporteros en Perú.

## Vida personal
Gustavo Gorriti es hijo del exdiputado camaneño Gustavo Gorriti Butrón y de Dora Ellenbogen Goldenberg. Estudió en el Colegio San Andrés de la ciudad de Lima.. Desciende del político argentino José Ignacio de Gorriti (1770-1835). Está casado y tiene tres hijos. Durante su juventud fue seis veces campeón nacional de judo.

## Carrera periodística

### Inicios en Perú
Gustavo Gorriti inició su carrera en 1981 en la revista peruana Caretas. En 1982 investigó el caso Carlos Langberg y su financiación al Partido Aprista Peruano. Luego, se centró en la época del terrorismo (1985-1992). Su amplia cobertura de este conflicto le catapultó a la fama en la esfera periodística durante la década de 1980.
Además de su labor periodística, Gorriti fue autor de un extenso libro en tres volúmenes titulado Sendero: historia de la guerra milenaria en Perú. Esta obra, publicada en 1990, era una exploración detallada de la organización Sendero Luminoso, realizada durante su estancia como becario en la Universidad de Harvard. En 1992, todavía en Caretas, Gorriti informó sobre las conexiones entre el gobierno y los narcotraficantes, con especial atención en Vladimiro Montesinos, mano derecha del presidente Alberto Fujimori. Tras las revelaciones de estos artículos, un comando del ejército peruano entró por la fuerza en su domicilio y lo secuestró durante la crisis constitucional peruana de 1992. Esta crisis estuvo marcada por la disolución del Congreso por Fujimori y la detención de varias figuras de la oposición.
En la madrugada del 6 de abril de 1992, tras el autogolpe de Fujimori, miembros del Servicio de Inteligencia Nacional (SIN) llegaron a la residencia de Gorriti, identificándose falsamente como miembros de la Policía Nacional del Perú. Armados, exigieron el ordenador de Gorriti e insistieron en que los acompañara. Anticipándose a su detención, Gorriti alertó a sus colegas periodistas. Tras despedirse de su mujer y sus hijas, le trasladaron al Cuartel General del Ejército del Perú. La esposa de Gorriti, Esther Delgado Bedoya, se comunicó rápidamente con periodistas y organizaciones no gubernamentales sobre el incidente. El embajador español Nabor García, la embajada de Estados Unidos y varias organizaciones de derechos humanos se pusieron en contacto con el gobierno de Fujimori para conocer el paradero de Gorriti. Bedoya, que había presenciado el secuestro, se puso en contacto con organizaciones internacionales de prensa y con el gobierno de Estados Unidos. La rápida presión internacional dio lugar al traslado de Gorriti a un centro de detención oficial al día siguiente, una medida que, según Gorriti y su familia, probablemente le salvó la vida. 
En 2009, un tribunal peruano condenó a Fujimori a 25 años de prisión por ordenar el secuestro de Gorriti, entre otros abusos contra los derechos humanos. Vladimiro Montesinos, el hombre implicado en los artículos de Gorriti, fue condenado a 17 años de prisión por el secuestro en noviembre de 2021.

### Exilio enEE. UU.y Panamá
Tras su liberación, Gorriti abandonó Perú. Trabajó durante un tiempo en Estados Unidos, primero como becario en la Fundación Carnegie para la Paz Internacional, en Washington D. C., y en el Centro Norte-Sur de la Universidad de Miami en Coral Gables, en el estado de Florida. Gorriti se trasladó a Panamá en 1996, donde trabajó para La Prensa. Volvió a escribir sobre los vínculos entre funcionarios del gobierno y narcotraficantes, y de nuevo fue objeto de amenazas.
Ese año denunció que un banco que había quebrado recientemente había estado blanqueando dinero para el cártel colombiano de Cali. También denunció que algunos de los nombramientos del presidente Ernesto Pérez Balladares estaban guiados por el nepotismo, y en 1997 se hizo especialmente conocido por denunciar que un agente del cártel había aportado 51 000 dólares a la campaña presidencial de Pérez Balladares. Cuando expiró su visado de trabajo, el gobierno panameño se negó a renovarlo, lo que desencadenó críticas por parte de las ONG de prensa internacionales y partidos de la oposición nacional. Gorriti se refugió en las oficinas de La Prensa, y el diario consiguió retrasar su expulsión gracias a un aplazamiento concedido por el Tribunal Supremo panameño.
El editor y director de La Prensa, I. Roberto Eisenmann Jr., informó de que el periódico había descubierto que el gabinete panameño había recibido noticias de una amenaza de muerte contra Gorriti; en lugar de transmitir la amenaza, el gobierno había decidido expulsar a Gorriti para preservar la imagen de la nación. Americas Watch y el Comité para la Protección de los Periodistas (CPJ) emitieron declaraciones en apoyo de Gorriti, al igual que el novelista británico John le Carré y el novelista peruano Mario Vargas Llosa. Estados Unidos presionó a Panamá en favor de Gorriti, y el caso se incluyó en el expediente de la Comisión Interamericana de Derechos Humanos de la Organización de los Estados Americanos. El gobierno panameño cedió y posteriormente se renovó el visado de Gorriti. El gobierno presentó entonces cargos penales por difamación contra Gorriti en virtud de la ley mordaza, que conlleva una pena máxima de seis años de prisión.
En 1999 se presentó una segunda acusación contra Gorriti y otros tres periodistas de La Prensa por un artículo en el que informaba de que un narcotraficante había hecho donaciones a la campaña del Procurador General José Antonio Sossa, siendo el propio Sossa quien supervisaba la investigación. Finalmente, en 2000, la policía rodeó su casa en el marco de una investigación sobre casos de corrupción de autoridades panameñas. Además, el Sindicato de Periodistas de ese país le declaró persona non grata. Como consecuencia de ello, abandonó el país.
En marzo de 2001, el exministro de Asuntos Exteriores de Pérez Balladares, Ricardo Alberto Arias, destituyó a Gorriti y fue elegido nuevo presidente de La Prensa por mayoría de los accionistas. El Comité para la Protección de los Periodistas, que había concedido a Gorriti el Premio Internacional a la Libertad de Prensa por su trabajo en el diario, calificó la elección, y las dimisiones y degradaciones de personal de investigación que siguieron, de «golpe de directorio» que dejó «al otrora aguerrido diario como una sombra de lo que fue».

### 2005-2020: regreso al Perú y dirección de IDL Reporteros
En 2005, fue nombrado presidente del Instituto de Prensa y Sociedad (IPYS), una sociedad de periodistas independientes que defiende las libertades informativas y promueva el periodismo de investigación. Además de asumir la dirección periodística de 90 segundos, también dirigió y condujo su programa periodístico Periodistas en Frecuencia Latina y fue codirector del diario La República. Años después, dirige IDL-Reporteros, una unidad de investigación periodística dentro del Instituto de Defensa Legal, organización no gubernamental.
En 2009 fundó IDL-Reporteros, un sitio experimental de periodismo de investigación. Sin ánimo de lucro y financiado por ONG, en 2011 contaba con cuatro periodistas a tiempo completo. Entre 2014 y 2020, investigó los casos Odebrecht (Lava Jato) y los Cuellos Blancos del Puerto (Lava Juez), en los que se han visto implicados varios políticos y funcionarios peruanos.

## Reacciones y ataques en su contra

### La Resistencia
Gustavo Gorriti ha sido objeto de numerosos ataques, sobre todo por parte de grupos radicales y políticos ligados a los partidos políticos investigados por casos de corrupción. Entre ellos, facciones de derechas y asociadas al fujimorismo y al APRA, quienes los atribuyeron como uno de los máximos exponentes de la «mafia caviar». El periodista reveló que, a raíz de su investigación sobre la operación Lava Jato en Perú, fue blanco de una campaña mediática durante un período en el que IDL-Reporteros tenía una presencia limitada en las redes sociales.
Una de las organizaciones de extrema derecha, La Resistencia, orquestó manifestaciones persistentes contra Gorriti. Estas incluyeron ataques verbales tanto en su residencia como en las oficinas de IDL-Reporteros. En respuesta, Gorriti presentó denuncias contra estos grupos y otros, como La Insurgencia, Los Combatientes y Los Patriotas.
En 2023 de la Asociación Nacional de Periodistas, ciertos medios de comunicación, entre ellos el diario Expreso (que dedicó casi 400 notas contra él en 2024 según El Foco), el canal de televisión Willax y la organización La Resistencia, iniciaron una campaña para desacreditar el trabajo periodístico de Gustavo Gorriti. Estas entidades alegaron que las investigaciones de Gorriti apuntaban predominantemente a políticos fujimoristas y de derecha. El informe indica que estos medios han pedido que Gorriti sea incluido en la investigación que lleva a cabo el Equipo Especial de Fiscales contra la corrupción del poder (Eficcop).
A finales de 2023, la Comisión Interamericana de Derechos Humanos dictó medidas cautelares a favor de Gorriti. Posteriormente, en enero de 2024, la justicia peruana condenó por difamación a Jenny Zúñiga Mourao, figura destacada de los colectivos radicales. El tribunal consideró que había acusado a Gorriti de delitos como terrorismo, fraude fiscal y corrupción sin aportar ninguna prueba.

### Willax y Expreso
Se observó que Willax, en particular, promovió la hostilidad hacia Gorriti y el Instituto de Defensa Legal (IDL). La cobertura de Willax enfatizó frecuentemente el término «corrupción» sin aportar pruebas sustanciales. La hostilidad hacia el periodista se vio acentuada por las conexiones entre grupos de extrema derecha y Erasmo Wong, propietario de Willax. Además, los medios de comunicación tergiversaron las declaraciones de Villanueva para sugerir que las investigaciones de Gorriti se limitaban a figuras como Alan García y Keiko Fujimori, mientras que descuidaban sus investigaciones sobre políticos no fujimoristas como Alejandro Toledo.
Organizaciones profesionales, entre ellas el Club Nacional de Prensa (con sede en Washington D. C.), han expresado su preocupación por las posibles repercusiones jurídicas para Gorriti y las implicaciones para su derecho a realizar periodismo de investigación.

### Suicidio de Alan García
Tras la muerte de Alan García en 2019, Gorriti fue señalado por grupos conservadores como responsable de tal acción, y Héctor Becerril fue uno de los que le implicaban. Esta idea también se compartió en las redes sociales de usuarios afines al Partido Aprista Peruano. Antes de la muerte de García, Gorriti consideró que el político dirigía una contraofensiva contra las investigaciones relacionadas con el caso Lava Jato y aseguró que el objetivo era que la justicia lo liberara mucho antes que a Keiko Fujimori.
En 2024, Jaime Villanueva declaró que Gorriti se habría reunido con Rafael Vela para intercambiar información confidencial para «cercar a García». Esto llevó a que dirigentes y militantes apristas acusaran a Gorriti de ser responsable de la muerte de García al inducirlo al suicidio a través de una presunta campaña mediática. Sin embargo, esas afirmaciones fueron contradictorias, ya que Carla García confirmó que su padre ya había decidido suicidarse si era arrestado.
El 13 de marzo de 2025, el Diario Uno, denunció la presunta relación de la hija de Gorriti con un traficante de armas israelí. Posteriormente, el 27 de marzo del mismo año, Gorriti contestó dichas acusaciones calificándola como una farsa, detallando que ISDS no tuvo contratos con el Estado cuando su hija laboraba en dicha empresa y que Román usaba inexactitudes y mentiras con intereses políticos.

## Premios y reconocimientos

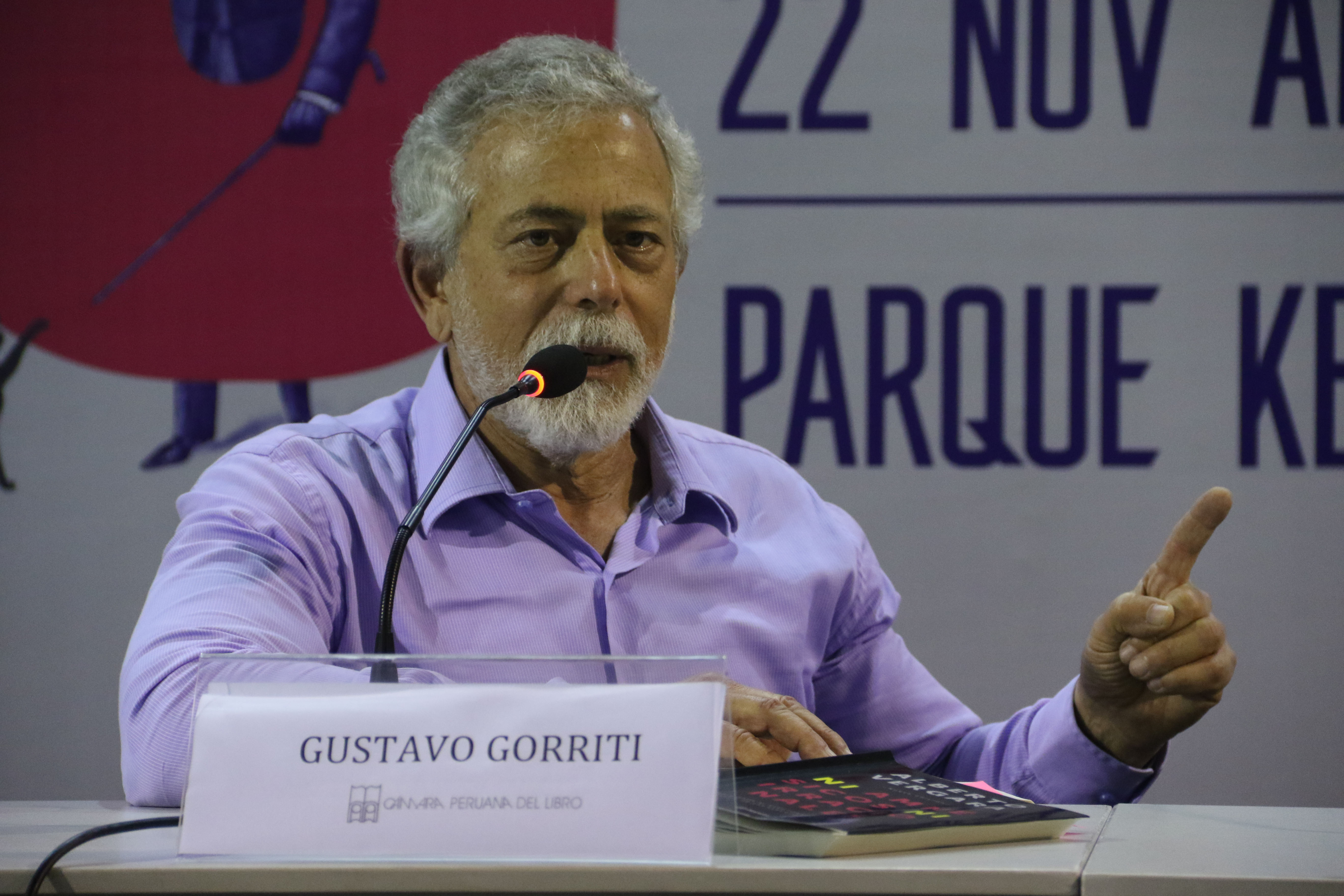
Gorriti en 2019

Gustavo Gorriti ha recibido varios premios y reconocimientos a lo largo de su carrera. Entre los más destacados:
- En 1986, Gorriti recibió la beca Nieman de la Universidad de Harvard.[69]
- En 1992 recibió el Premio Maria Moors Cabot de la Universidad de Columbia, el galardón de periodismo más antiguo del mundo, por «el avance de la libertad de prensa y el entendimiento interamericano».[70][9]
- En 1996, recibió el Premio Rey de España por su labor como director en La Prensa, el entonces diario más importante de Panamá.[5][6]

- En 1998, ganó el Premio Internacional de Libertad de Prensa del Comité para la Protección de los Periodistas, con sede en Estados Unidos, que honra a los periodistas que demuestran valor en la defensa de la libertad de prensa a pesar de enfrentarse a ataques, amenazas o encarcelamientos.[7]

- En 2010, Gorriti recibió el Premio Nuevo Periodismo de la Fundación Nuevo Periodismo Iberoamericano por su destacada labor como fundador y director de IDL-Reporteros en Perú.[8]
- En 2025, Gorriti fue nombrado Knight Fellow para la libertad de prensa, un galardón que otorga la Universidad de Nueva York y que conlleva una dotación económica.[71][72]

## Publicaciones
- Sendero: Historia de la guerra milenaria en el Perú. Lima: Apoyo, 1990, OCLC 22630959
- "Latin America's internal wars". Journal of democracy. Invierno de 1991, 2 (1): 85-98. OCLC 84084915
- The Shining Path: A History of the Millenarian War in Peru. Chapel Hill: University of North Carolina Press, 1999, ISBN 0807823732.
- La Calavera en negro: El traficante que quiso Gobernar un País. Lima: Editorial Planeta, (2006), ISBN 9972239071
- Ideología y destino. Lima: Instituto de Defensa Legal, 2003, OCLC 63879128
- La Batalla. Lima: Instituto de Defensa Legal, 2003, OCLC 52766419
- Sendero: Historia de la guerra milenaria en el Perú. Lima: Editorial Planeta, (2008), ISBN 9789972239465
- Petroaudios: Políticos, espías y periodistas detrás del escándalo. Lima: Editorial Planeta, (2009) - Reedición (2018)
- El vuelo de los asháninka: Crónicas de sangre y resistencia. Lima: Editorial Planeta, (2021)